# Дочу
Дочу (груз. დოჭუ) — село, находящееся в Ахметском муниципалитете края Кахетия Грузии. Дочу расположено в горном регионе Тушетия, на высоте 2050 метров над уровнем моря.

## Общие сведения
Село Дочу расположено в исторической географической горной области Тушетия, на северо-востоке Грузии, этот регион представлен на включение в список Всемирного наследия ЮНЕСКО.
Дочу является конечной точкой туристического маршрута Национального парка Тушетия от селения Омало, через Хахабо и Гогрулта, обратный маршрут до Омало проходит через сёла Гогарата и Геле. Через Дочу также проходят туристические маршруты Цовата и Гонта.
Село стоит на скальном уступе, в окружении соснового леса и альпийских лугов. В окрестностях села обитает популяция бородатых козлов, диких предков домашних коз. Привлекает внимание также отличная от других селений региона архитектура домов, состоящих преимущественно из трёхэтажных строений. В Дочу открыта семейная гостиница для размещения туристов.

## Интересные факты
В начале прошлого века, по свидетельству путешественников, выше селения находилось древнее языческое капище, некогда служившее местом для проведения местных празднеств.